# Xian de Taihe (Anhui)
Pour les articles homonymes, voir Taihe.
Le xian de Taihe (太和县 ; pinyin : Tàihé Xiàn) est un district administratif de la province de l'Anhui en Chine. Il est placé sous la juridiction de la ville-préfecture de Fuyang.

## Démographie
La population du district était de 1 481 757 habitants en 1999.